# Istituto del mondo arabo
L'Istituto del mondo arabo (in francese Institut du monde arabe) è situato a Parigi, nel V arrondissement, in rue des Fossés-Saint-Bernard. Aperto al pubblico dal dicembre 1987, è stato costruito da un gruppo di architetti (Jean Nouvel e Architecture Studio) che ha qui tentato una sintesi tra la cultura araba e la cultura occidentale. La costruzione dell'edificio, iscritta nella politica delle grandi opere voluta da François Mitterrand, è stata decisa sotto il settennato di Valéry Giscard d'Estaing nel 1973, con l'intenzione di migliorare le relazioni diplomatiche tra la Francia e i Paesi arabi.
La facciata settentrionale, che simboleggia il rapporto con la città antica, è rivolta verso la Parigi storica con cui si amalgama perfettamente. La facciata meridionale riprende i temi storici della geometria araba con l'ideazione di 240 moucharabieh che la compongono e che si aprono e si chiudono ogni ora.

## L'edificio
Nel dicembre 1987 apre le porte a Parigi l'Istituto del mondo arabo progettato da Jean Nouvel, Pierre Soria, Gilbert Lezénés e Architecture Studio, vincitori del concorso bandito dal comune di Parigi nel 1981 a cui parteciparono sette gruppi di architetti francesi.
Questo progetto innalzò Nouvel dal ruolo di polemista militante dell'architettura francese a uno status internazionale che da allora non lo ha più abbandonato. Finanziato in parte dal governo francese e in parte da diversi paesi arabi, l'edificio fu concepito come centro e prestigiosa vetrina della cultura araba a Parigi.
L'IMA non è solo un istituto di cultura araba: è un luogo dove si incontrano i parigini, è un museo ed una biblioteca, è un incredibile belvedere ma è anche un cafè dove conversare e rilassarsi, è un luogo di studio e di confronto tra le due culture più rappresentate a Parigi: quella occidentale e quella araba.
Jean Nouvel dimostra in questo progetto una notevole comprensione della architettura e della cultura araba. È infatti possibile tracciare parallelismi tra alcuni elementi dell'Istituto e un certo numero di edifici arabi tradizionali. Ad esempio i motivi mozarabici quadrati e poligonali dei muri meridionali sono ispirati ai disegni dell'Alhambra di Granada.
Nonostante questi riferimenti al mondo arabo l'Istituto si vuole affermare come un edificio europeo. L'idea di centro culturale, che ospita spazi destinati a mostre, eventi, spettacoli, conferenze e dibattiti e insieme una biblioteca, un cinema e un centro di documentazione, è tipicamente francese, vale ricordare il famoso centro Georges Pompidou.
L'edificio sorge su un lotto triangolare che segue la curva della riva meridionale della Senna, a monte dell'Île de la Cité. La facciata nord si affaccia su una strada che corre lungo il fiume. Quella est guarda, al di là di un'area pavimentata a cielo aperto, al Campus di Jussieu: un insieme monotono di lastre in cemento armato dei primi anni sessanta. L'asse dell'ingresso dà sulla cattedrale di Notre-Dame, con il muro di sinistra posto perpendicolarmente rispetto al piano d'accesso, così da incorniciare la vista. In tal modo l'Istituto occupa una posizione cardine tra la Parigi moderna, rappresentata dalla architettura gaullista simboleggiata da Jussieu e la Parigi tradizionale, con i suoi edifici storici.
Un altro aspetto molto importante dell'edificio è la sua relazione con la luce. È un luogo che si sviluppa attorno all'organizzazione e ai mutamenti della luce nello spazio. Letteralmente questo avviene attraverso dei diaframmi, simili a quelli della macchina fotografica, attivati da fotocellule della parete sud e del pozzo di illuminazione al suo centro rivestito di alabastro. In questo modo lo spazio interno è reso suggestivo da una luce non diffusa né concentrata in poche aperture, ma che entra negli ambienti attraverso piccoli e numerosi fasci luminosi che conferiscono un carattere quasi sacrale allo spazio.
All'esterno invece questo rende l'immagine del prospetto diversa durante tutto l'arco della giornata.
L'edificio, non soltanto grazie alla presenza dei diaframmi fotografici, rivela una stretta e convincente relazione tra architettura e cinema. Ha una energia tale che, visitandolo, si ha l'impressione di entrare nella inquadratura di un film. Questo aspetto è sottolineato anche dalle parole di Nouvel: 

## Direzione del museo e delle esposizioni
Questa direzione, creata nell'estate 2007, raggruppa le esposizioni temporanee e il museo permanente dell'IMA. Il museo e disposto su 3 piani e propone ai visitatori:
- il mondo arabo prima dell'Egira al 7º piano;
- il mondo arabo-islamico al 5º piano;
- l'espansione dell'islàm -India, Iran, Turchia- al 4º piano

Le esposizioni temporanee presentano al grande pubblico il patrimonio dei Paesi arabi, dalla preistoria ai nostri giorni. una grande esposizione è inaugurata ogni anno in autunno e delle esposizioni tematiche (arte contemporanea, attualità, fotografia...) costellano l'anno culturale. L'obiettivo della direzione è far conoscere la cultura e la civiltà araba dal lato delle loro realizzazioni artistiche.

## Servizi
L'Istituto conta anche:
- una biblioteca
- un ristorante gastronomico con vista su Parigi
- un negozio dove si vendono oggetti d'artigianato
- una libreria
- una sala audiovisivi dove si possono vedere i notiziari televisivi arabi e dei filmati
- una sala fumatori

## Presidenti
- Edgard Pisani: 1988-1995
- Camille Cabana: 1995-2002
- Denis Bauchard: 2002-2004
- Rachid Ben Khélil: 1987 - 2008
- Yves Guéna: 2004-2007
- Dominique Baudis: 2007-2011
- Renaud Muselier: 2011-2013
- Jack Lang: 2013 - oggi